# ليكس ألبرشت
ليكس ألبرشت (بالفرنسية: Lex Albrecht)‏ (و. 1987  م) هي دراجة كندية، ولدت في باري.

## روابط خارجية
- ليكس ألبرشت على موقع الاتحاد الدولي للدراجات (الإنجليزية)
- ليكس ألبرشت على موقع أرشيف الدراجات (الإنجليزية)
- ليكس ألبرشت على موقع إحصائيات الدراجات الإحترافية (الإنجليزية)
- ليكس ألبرشت على موقع نسبة الدراجات (الإنجليزية)